# Ігловиці (Опольське воєводство)
Ігловиці (пол. Igłowice) — село в Польщі, у гміні Намислув Намисловського повіту Опольського воєводства.
Населення — 111 осіб (2011).

## Демографія
Демографічна структура станом на 31 березня 2011 року:
|          | Загалом | Допрацездатний вік | Працездатний вік | Постпрацездатний вік |
| -------- | ------- | ------------------ | ---------------- | -------------------- |
| Чоловіки | 52      | 10                 | 38               | 4                    |
| Жінки    | 59      | 10                 | 35               | 14                   |
| Разом    | 111     | 20                 | 73               | 18                   |